# Rumuńska Partia Jedności Narodowej
Rumuńska Partia Jedności Narodowej (rum. Partidul Unității Națiunii Române, PUNR) – rumuńska partia polityczna o profilu nacjonalistycznym, działająca w latach 1990–2006.
Partia powstała w kwietniu 1990 jako Rumuńska Partia Jedności Narodowej Transylwanii. W wyborach parlamentarnych wystartowała w ramach Sojuszu na rzecz Jedności Narodowej, w 1991 przyjęła nazwę PUNR. Zyskiwała popularność dzięki swojemu liderowi, Gheorghe'owi Funarowi, burmistrzowi Klużu-Napoki i dwukrotnemu kandydatowi w wyborach prezydenckich (1992, 1996). Pod jego przywództwem dwukrotnie jeszcze wchodziła do parlamentu (1992, 1996), w między tymi kadencjami współtworzyła koalicję rządzącą.
W 1997 Gheorghe Funar został wykluczony z PUNR. W 2000 partia połączyła się z Rumuńską Partią Narodową, tworząc Sojusz Narodowy. W tym samym roku utraciła reprezentację parlamentarną. W 2001 powróciła do swojej nazwy, jednak nie podjęła szerszej działalności. 12 lutego 2006 przyłączyła się do Partii Konserwatywnej.

## Przewodniczący
- 1990–1992: Radu Ceontea
- 1992–1997: Gheorghe Funar
- 1997–2002: Valeriu Tabără
- 2002–2006: Mircea Chelaru[2]

## Wyniki wyborów
Wybory parlamentarne
- 1990[3]
  - Izba Deputowanych: 2,1% głosów i 9 mandatów dla koalicji AUR
  - Senat: 2,2% głosów i 2 mandaty dla koalicji AUR
- 1992[3]
  - Izba Deputowanych: 7,7% głosów i 30 mandatów
  - Senat: 8,1% głosów i 14 mandatów
- 1996[3]
  - Izba Deputowanych: 4,4% głosów i 18 mandatów
  - Senat: 4,2% głosów i 7 mandatów
- 2000[3]
  - Izba Deputowanych: 1,4% głosów i 0 mandatów
  - Senat: 1,4% głosów i 0 mandatów